# Hiloula d'Haïm Pinto
La Hiloula de Rabbi Haïm Pinto Hagadol de Mogador (Essaouira) (son petit-fils est Rabbi Haim Pinto Hakatan de Casablanca dont sa hiloula est le 15 Mar'Heshvan) est la hiloula, ou anniversaire de la mort du rabbin Haïm Pinto. C'est l'un des hiloulot les plus populaires d'Afrique du Nord.

## Histoire
Le rabbin Haïm Pinto (1743–1845) était le principal rabbin de la ville portuaire d' Essaouira, au Maroc.
Après sa mort le 26 Elloul de l'année 5605 du calendrier hébreu, sa tombe devient un lieu de pèlerinage et des juifs du monde entier viennent en pèlerinage prier sur sa tombe dans le vieux cimetière juif d'Essaouira,.

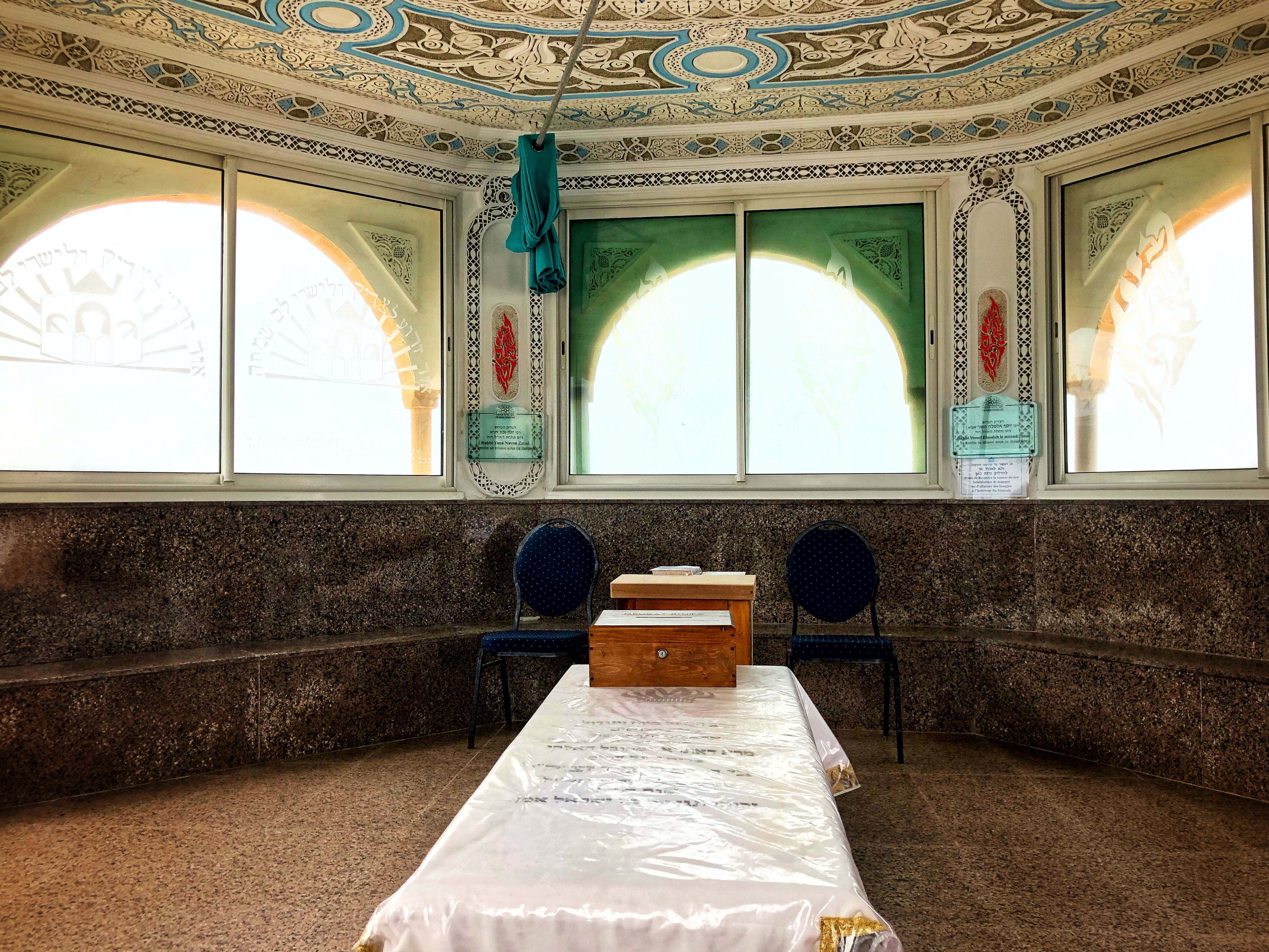
Tombe de Rabbi Haïm Pinto
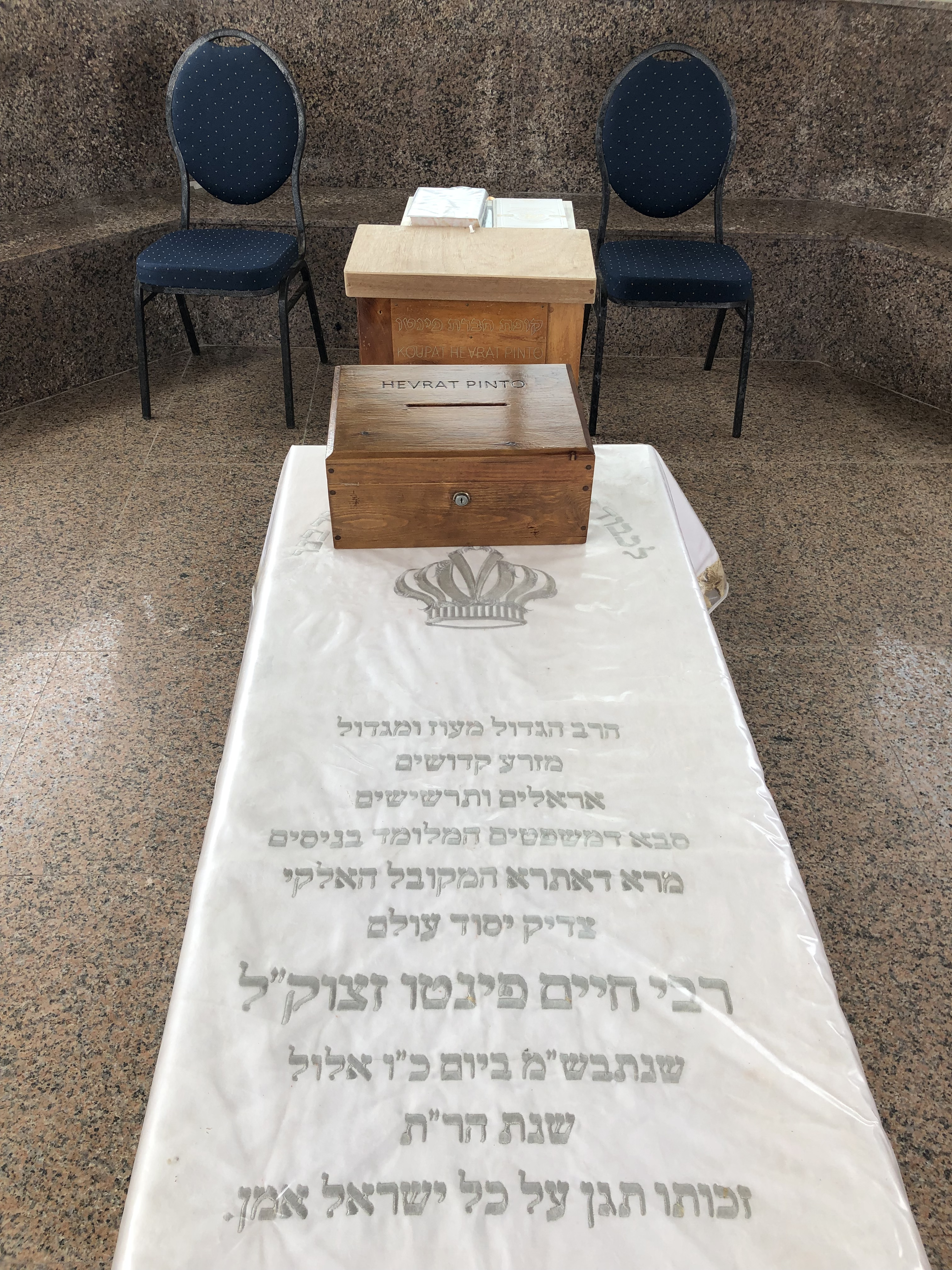
Tombe de Rabbi Haïm Pinto
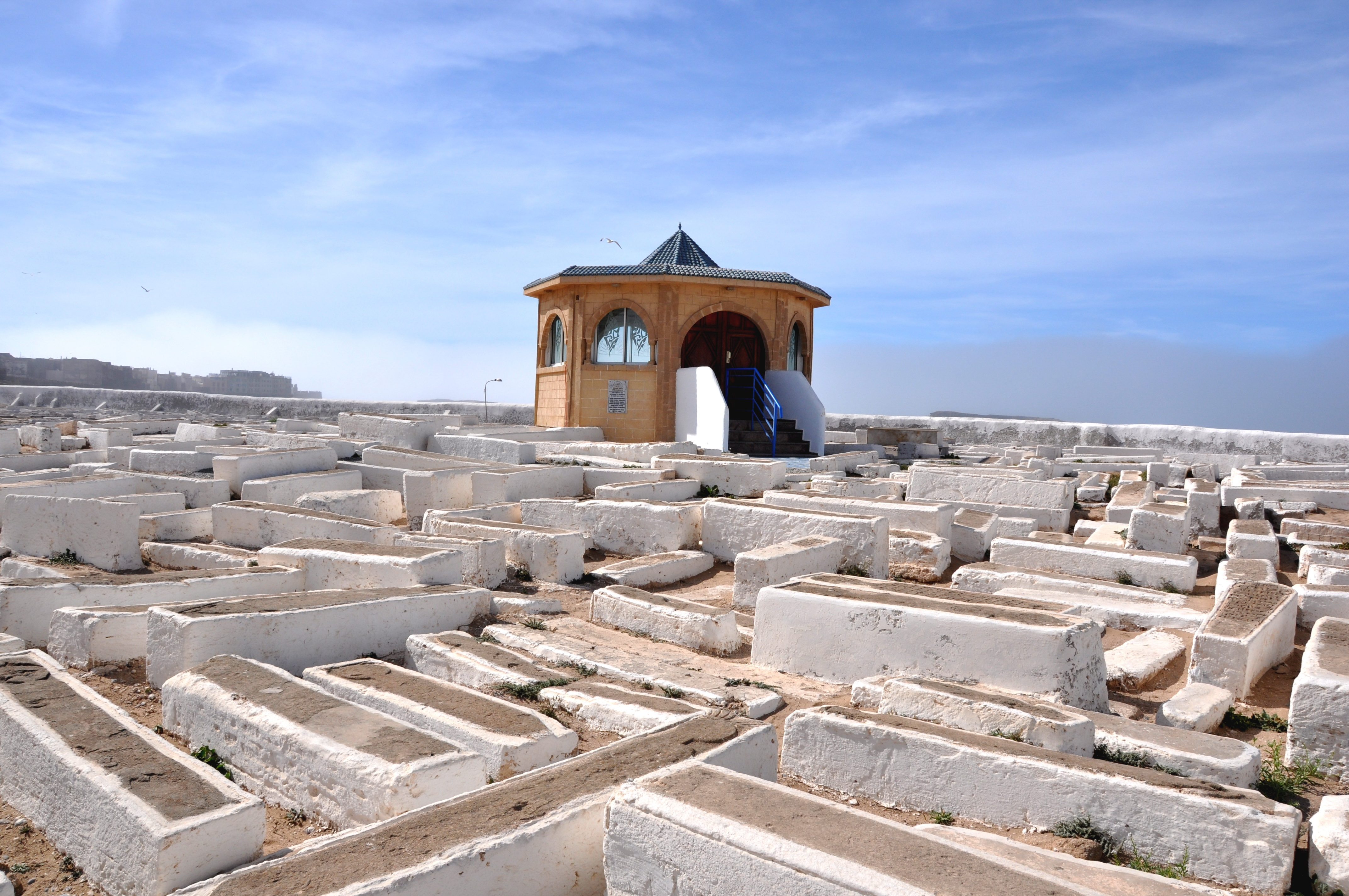
Mausolée de Rabbi Haïm Pinto